# Neutronová teplota
Neutronová teplota nebo neutronová energie je veličina, která udává pohybovou energii volných neutronů, obvykle se udává v elektronvoltech. Pojem teplota se používá z toho důvodu, že horké, tepelné a chladné neutrony jsou zpomalovány v prostředí o určité teplotě. Rozdělení energií neutronů se přizpůsobí Maxwellovu rozdělení používanému u tepelného pohybu. Při vyšších teplotách jsou i kinetické energie neutronů větší. Hybnosti neutronů souvisejí podle de Broglieova vzorce s vlnovými délkami. Velké vlnové délky pomalých neutronů umožňují, aby měly reakce velké účinné průřezy.

## Rozdělení neutronů podle energií
| Rozsah energií | Název                |
| -------------- | -------------------- |
| 0,0–0,025 eV   | Chladné neutrony     |
| 0,025 eV       | Tepelné neutrony     |
| 0,025–0,4 eV   | Epitepelné neutrony  |
| 0,4–0,5 eV     | Kadmiové neutrony    |
| 0,5–1 eV       | Epikadmiové neutrony |
| 1–10 eV        | Pomalé neutrony      |
| 10–300 eV      | Rezonanční neutrony  |
| 300 eV–1 MeV   | Přechodné neutrony   |
| 1–20 MeV       | Rychlé neutrony      |
| > 20 MeV       | Ultrarychlé neutrony |

Jiné zdroje uvádějí odlišná rozdělení energií.

### Tepelné neutrony
Tepelné neutrony mají kinetické energie kolem 0,025 eV (4,0×10−21 J, 2,4 MJ/kg, čemuž odpovídá rychlost přibližně 2,19 km/s. Tato energie odpovídá nejpravděpodobnější rychlosti při teplotě 290 K (17 °C).
Po řadě srážek s atomovými jádry v moderátoru neutronů o této teplotě mají neutrony, jež nejsou pohlceny, energii podobnou uvedené hodnotě.
Tepelné neutrony mají často mnohem větší účinné průřezy pro zachycování neutronů daným nuklidem, než rychlé, a tak se v atomových jádrech snadněji absorpují, čímž se vytvoří těžší, většinou nestabilní, izotop daného prvku. Tento jev se nazývá neutronová aktivace.

### Epitepelné
Epitepelné neutrony mají energie větší než tepelné neutrony, tedy nad 0,025 eV.

### Kadmiové
Tyto neutrony jsou silně pohlcovány kadmiem, vyznačují se energiemi do 0,5 eV.

### Epikadmiové
Neutrony, které nejsou silně pohlcovány kadmiem, s energiemi nad 0,5 eV.

### Pomalé
Neutrony mající energie o něco větší než epikadmiové, 1 až 10 eV.

### Rezonanční
Rezonanční neutrony jsou účinně pohlcovány 238U, aniž by docházelo ke štěpení. Jejich energie se pohybují mezi 1 a 300 eV

### Přechodné
Neutrony s energiemi mezi pomalými a rychlými, od stovek eV po 0,5 MeV.

### Rychlé

Lehčí vzácné plyny (helium a neon) mají při nižších rychlostech mnohem vyšší maximum hustoty pravděpodobnosti než těžší, ale za většiny vyšších rychlostí je u nich hustota pravděpodobnosti 0. Těžší vzácné plyny (argon a xenon) mají nižší maxima, ale nenulové hustoty pravděpodobnosti v širším rozsahu rychlostí. V této tabulce jsou zobrazeny hustoty pravděpodobnosti rychlostí atomů několika vzácných plynů za teploty 298,15 K (25 °C). Podobná jsou i rozdělení energií neutronů zpomalovaných moderátory neutronů.

Rychlé neutrony mají kinetické energie okolo 1 MeV (100 TJ/kg), jejich rychlosti jsou tak nejméně 14,000 km/s. Označení rychlé je odlišuje od tepelných neutronů s nižšími energiemi a od vysokoenergetických neutronů vytvářených při sprškách kosmického záření a v urychlovačích částic.
Rychlé neutrony vznikají v těchto jaderných reakcích:
- Štěpením jader se uvolňují neutrony o střední energii 2 MeV (200 TJ/kg, rychlost 20 000 km/s), takže patří mezi „rychlé“. Rozpětí jejich energií odpovídá Maxwellovu–Boltzmannovu rozdělení a skutečná energie každého z nich může být od 0 do přibližně 14 MeV a modus energie je pouze 0,75 MeV, takže energii nad 1 MeV, která je řadí mezi rychlé, má méně než polovina štěpných neutronů.[5]
- Spontánním štěpením těžších nuklidů, jako jsou plutonium-240 a kalifornium-252.
- Při některých fúzních reakcích: fúzí deuteria s tritiem vznikají rychlé neutrony o energii 14,1 MeV (1400 TJ/kg, tedy rychlosti 52 000 km/s), které snadno štěpí uran-238 a jiné jinak neštěpitelné aktinoidy.
- Vyzářením z jader, která maí tak velké přebytky neutronů. že energie oddělení jednoho nebo více neutronů je záporná. Poločasy takových přeměn jsou často kratší než 1 sekunda.

Rychlé neutrony nejsou v jaderných reaktorech žádoucí, protože se většina jaderných paliv lépe štěpí tepelnými neutrony. Rychlé neutrony lze přeměnit na tepelné pomocí moderátoru neutronů, tedy látky, ve které se řadou srážek s (většinou)pomalejšími částicemi, jako jsou další neutrony a atomová jádra, jejich energie snižují. Nejvhodnější jsou moderátory neutronů o pokojové teplotě. V jaderných reaktorech se takto nejčastěji používají těžká voda, lehká voda a grafit.

### Ultrarychlé
Ultrarychlé neutrony mají energie vyšší než 20 MeV a pohybují se relativistickými (blízkými rychlosti světla) rychlostmi.

## Srovnání reaktorů s rychlými a tepelnými neutrony
Většina štěpných jaderných reaktorů využívá tepelné neutrony, které jsou získávány z rychlých pomocí moderátorů neutronů, jenž snižuje energii neutronů uvolněných štěpením. Moderátor tak významně zvyšuje účinný průřez pro štěpení jader nuklidů, jako jsou uran-235 a plutonium-239. Uran-23 má mnohem menší účinný průřez štěpení tepelnými neutrony, což usnadňuje další štěpení a pokračování řetězové reakce, jelikož záchyty neutronů 238U jsou omezeny. Díky tomuto lze v lehkovodních reaktorech používat nízko obohacený uran. Těžkovodní a grafitové reaktory mohou dokonce využívat přírodní uran, protože použité moderátory mají mnohem nižší účinné průřezy pro záchyt tepelných neutronů, než lehká voda.
Nárůst teploty paliva zvyšuje míru absorpce neutronů uranem-238, což vyvolává negativní zpětnou vazbu a usnadňuje ovládání reaktoru. Je-li použito kapalné chladivo, tak rovněž pomáhá moderovat a pohlcovt neutrony, jeho zahřívání snižuje hustotu moderátoru, což lze využít na pozitivní i negativní zpětnou vazbu, buď snížením, nebo zvýšením míry moderování reaktoru.
Neutrony o středních energiích mají u většiny paliv horší poměry štěpení k záchytům než rychlé i tepelné. Výjimkou je uran-233 v thoriovém cyklu, kde má tento poměr dobré hodnoty pro všechny energie neutronů.
V rychlých reaktorech se používají nemoderované rychlé neutrony, což vyžaduje vyšší koncentrace štěpitelných materiálů. Rychlé neutrony mají ale u řady nuklidů lepší poměry štěpení/záchyt a štěpení rychlými neutrony se vytváří větší počet nových neutronů, takže rychlé množivé reaktory mohou vytvářet více štěpného paliva, než spotřebují.
Rychlé reaktory nelze ovládat jen samotným řízením moderátoru, rychlou negativní zpětnou vazbu vytváří i tepelné rozpínání samotného paliva.